# زاكري تي برايان
زاكري تي برايان (بالإنجليزية: Zachery Ty Bryan)‏ مواليد 9 أكتوبر عام 1981 في أورورا، الولايات المتحدة، هو ممثل ومنتج أمريكي بدأ مسيرته الفنية سنة 1990.

## الأعمال

### أفلام
- السرعة والغضب: قيادة طوكيو (2006) (بدور: كلاي)

### مسلسلات
- تحسين المنزل
- أمير بيل إير الحيوي
- بوسطن العامة
- ممسوس بملاك
- إي آر
- بافي قاتلة مصاصي الدماء
- سمولفيل
- فيرونيكا مارس
- كولد كيس
- القرش
- نايت رايدر

## روابط خارجية
- زاكري تي برايان على موقع IMDb (الإنجليزية)
- زاكري تي برايان على موقع ألو سيني (الفرنسية)
- زاكري تي برايان على موقع تيرنر كلاسيك موفيز (الإنجليزية)
- زاكري تي برايان على موقع أول موفي (الإنجليزية)
- زاكري تي برايان على موقع قاعدة بيانات الأفلام السويدية (السويدية)
- زاكري تي برايان على موقع إن إن دي بي (الإنجليزية)
- زاكري تي برايان على موقع قاعدة بيانات الفيلم (الإنجليزية)
- زاكري تي برايان على موقع كينوبويسك (الروسية)